# 丁矛
丁矛（1968年11月9日—），男，四川绵阳人，中国持不同政见者。六四事件学生领袖，1992年4月，因“社民党”案被捕，被兰州市中级人民法院判处有期徒刑7年，剥夺政治权利2年。

## 生平
1987年，丁矛毕业于四川绵阳中学，考入兰州大学哲学系，在此期间成为六四事件学生领袖。1989年7月被兰州市公安局抓捕，后以“聚众扰乱交通秩序罪”被逮捕，1990年5月被免于起诉，予以释放。
1992年4月，因“社民党”案被捕，1995年4月被兰州市中级人民法院以“组织领导反革命集团罪”，判处有期徒刑7年，剥夺政治权利2年。1999年4月出狱，同年被兰州大学开除学籍，回到家乡四川成为企业家。

## 茉莉花革命期间被拘留
2011年2月19日晚，因在网上转载网传的“茉莉花集会”信息，丁矛被成都市警察拘留，同年3月28日，被绵阳市检察院以“煽动颠覆国家政权罪”批捕。被羁押286天后，于同年11月28日被释放，改为监视居住。